# Bataille de Damas (1918)
Première Guerre mondiale
Batailles
Front du Moyen-Orient
- Afrique du Nord
- Caucase
- Perse
- Dardanelles
- Mésopotamie
- Sinaï et Palestine
- Arménie
- Ctésiphon (11-1915)
- Kut-el-Amara (12-1915)
- Romani (8-1916)
- Magdhaba (12-1916)
- Révolte arabe
- Rafa (1-1917)
- Bagdad (3-1917)
- 1re Gaza (3-1917)
- 2e Gaza (4-1917)
- Aqaba (7-1917)
- Beer-Sheva (10-1917)
- 3e Gaza (11-1917)
- Jérusalem (12-1917)
- Megiddo (9-1918)
- Damas (9-1918)
- Alep (10-1918)

Front d'Europe de l’Ouest
Front italien
Front d'Europe de l'Est
Front des Balkans
Front africain
Bataille de l'Atlantique
La bataille de Damas (arabe : معركة دمشق), chute de Damas (turc : Şam'ın düşmesi) ou prise de Damas (anglais : capture of Damascus) est une bataille de la Première Guerre mondiale. Elle fait partie de la campagne du Sinaï et de la Palestine et oppose les forces alliées de l'Empire britannique et du royaume hachémite du Hedjaz, proclamé en 1916, à celles de l'Empire ottoman soutenu par l'Allemagne. Les forces ottomanes, défaites en Palestine, se replient vers la Syrie ottomane. Menacées d'encerclement par les forces britanniques de l'Egyptian Expeditionary Force et les insurgés arabes, elles doivent abandonner Damas.

## Préliminaires
Après l'échec des dernières offensives allemandes en juillet 1918 sur le front de l'Ouest, l'Empire britannique peut concentrer une part croissante de ses forces sur le front du Moyen-Orient, resté pratiquement statique depuis la prise de Jérusalem en décembre 1917.
L'Egyptian Expeditionary Force du général Edmund Allenby, formée de troupes britanniques, australiennes, néo-zélandaises et indiennes, passe à l'offensive, traverse les monts de Judée et écrase la 8e armée ottomane à la bataille de Megiddo (19-21 septembre) : celle-ci bat en retraite vers le nord et subit de lourdes pertes dans la vallée de Jezreel du fait des attaques de la cavalerie et de l'aviation britanniques. La cavalerie britannique et australo-néo-zélandaise s'empare de plusieurs nœuds de communication à l'ouest du Jourdain, Afoula, Jénine et Beisan. La 7e armée ottomane (53e et 10e divisions) commandée par Mustafa Kemal Pacha (le futur « Atatürk »), affamée et épuisée, n'est pas en mesure de rétablir un front solide mais se replie en bon ordre par la rive ouest du Jourdain en livrant des combats de retardement. La 4e armée ottomane, commandée par Mehmed Djemal Pacha (surnommé Küçük Djemal, « Djemal le petit », pour le distinguer de son prédécesseur Djemal Pacha) tient la rive orientale du fleuve et n'a encore subi que des raids mineurs de la guérilla de la révolte arabe.
Allenby ordonne alors à la division montée de l'ANZAC, corps de cavalerie commandé par le général néo-zélandais Edward Chaytor, de couper la retraite de la 4e armée en s'emparant d'Amman où les Britanniques avaient subi deux échecs en mars et avril 1918. La « seconde » bataille d'Amman (25 septembre) est un succès : la division de l'ANZAC capture 5 000 à 6 000 soldats ottomans qui se repliaient de Ma'an vers Amman, plus la garnison de la ville et du chemin de fer d'Amman, soit 10 000 prisonniers au total. Cependant, le gros de la 4e armée lui échappe car le général Otto Liman von Sanders, commandant allemand de l'armée ottomane, lui avait ordonné de se replier vers le nord dès le 21 septembre. Environ 40 000 soldats ottomans et allemands, principalement de la 4e armée, refluent vers Damas, mais largement désorganisés et incapables d'opposer une résistance efficace.

## La marche vers Damas

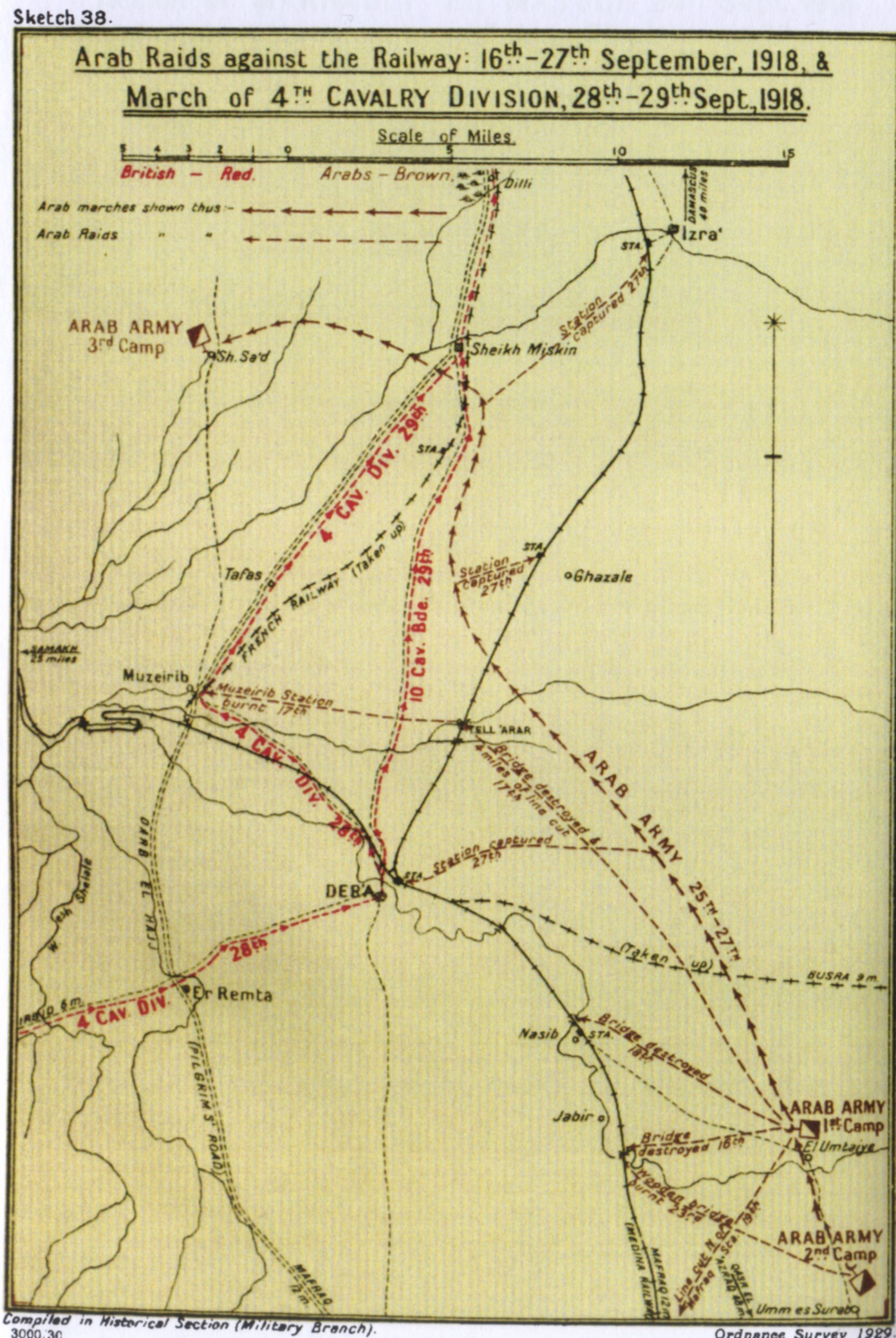
Raids des insurgés arabes (16-27 septembre 1918) et avance de la 4e division de cavalerie anglo-indienne vers Deraa (28-29 septembre 1918). Cyril Falls, Official History of the Great War, 1930

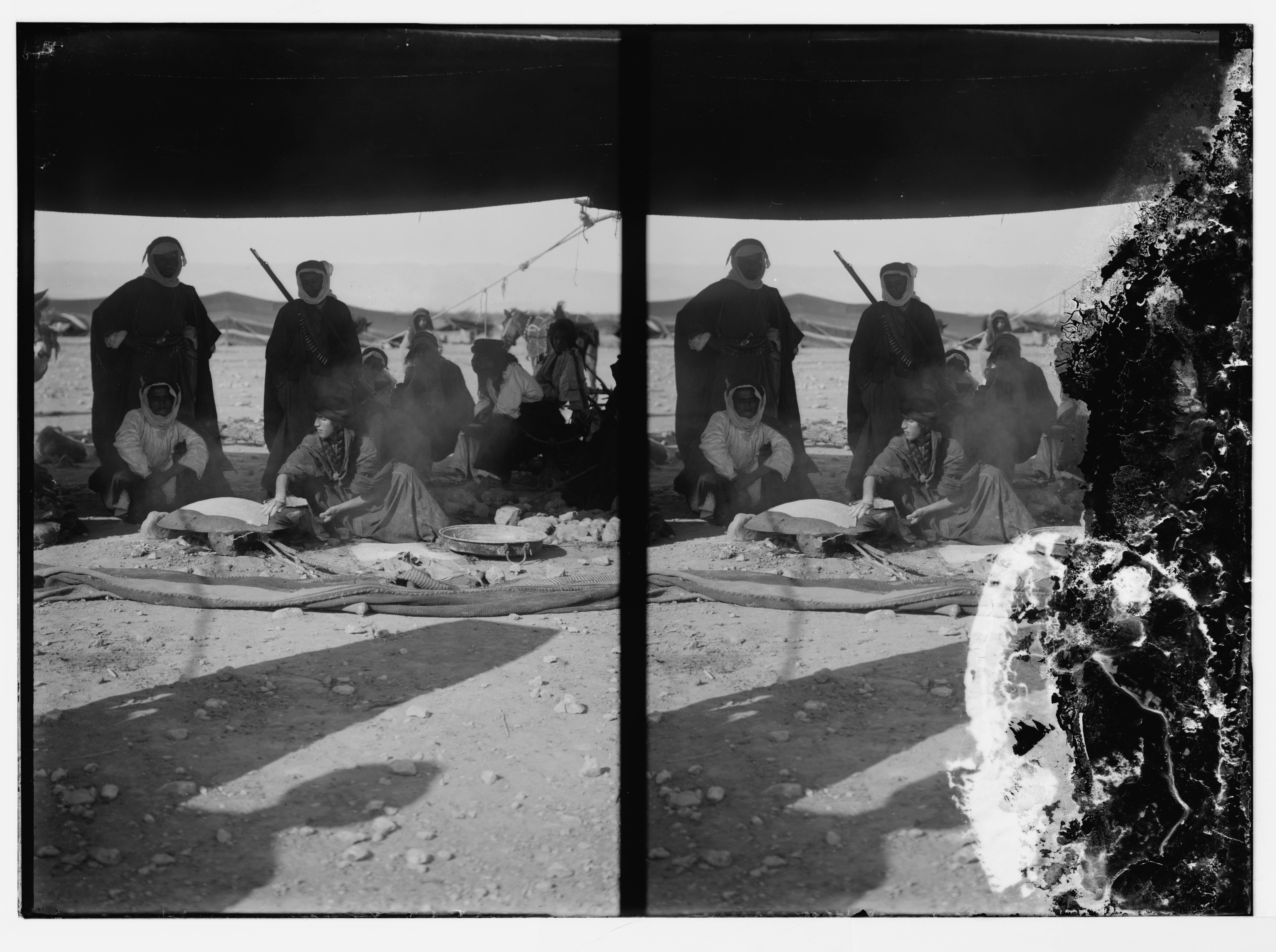
Campement bédouin, entre 1898 et 1948

Bédouins s'entraînant au tir, entre 1898 et 1948

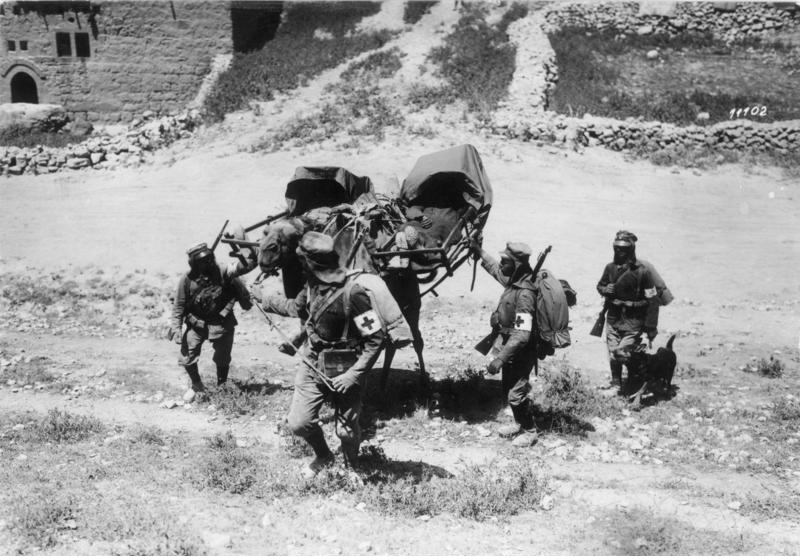
Transport de blessés ottomans, Palestine, mai 1918

La cavalerie de l'ANZAC tient alors une ligne discontinue entre Jénine et Afoula, la 5e division de cavalerie anglo-indienne (général MacAndrew) pousse une pointe au nord et s'empare de Nazareth, sans pouvoir bloquer complètement la retraite des forces ottomanes . Allenby décide de reprendre l'offensive pour s'emparer de Damas avant que Liman von Sanders n'ait le temps de former un nouveau front entre Haïfa et la vallée du Yarmouk. La direction de l'opération est confiée au général australien Harry Chauvel. La division de l'ANZAC, qui a fourni relativement moins d'efforts pendant les précédents combats, doit avancer en tête par Tibériade, suivie par la 5e division de cavalerie. La 4e division de cavalerie anglo-indienne (en) (général George Barrow (en)) doit suivre la ligne du chemin de fer par Deraa pour arrêter les restes de la 4e armée. Entre-temps, l'armée chérifienne de l'émir Fayçal se regroupe à l'est de Deraa, autour d'Azraq, rejointe par de nombreux irréguliers locaux comme les Bani Sakhr (en). Les Arabes sabotent la voie ferrée et retardent la retraite ottomane mais ne sont pas en force pour affronter le gros de la 4e armée, encore nombreuse et bien commandée. Le lieutenant-colonel T.E. Lawrence, conseiller de Fayçal, pense que les Arabes doivent remporter une action mémorable pour peser dans la prochaine conférence de paix.
La petite armée chérifienne, dite « armée du Nord », commandée par Nouri Saïd (futur premier ministre du royaume d'Irak), compte 4 compagnies d'infanterie montée arabe auxquelles s'ajoutent le détachement français du capitaine Rosario Pisani (140 hommes avec 2 canons, 4 mitrailleuses, 10 fusils-mitrailleurs, utilisables notamment comme DCA contre les avions allemands), plus 30 Gurkhas et 35 Indiens montés qui servent surtout comme dynamiteurs. Les volontaires irréguliers, au nombre d'un millier au départ d'Azraq, appartiennent à diverses tribus de la région : les Taoueïha (Howeitat), Ruwallah, Bani Sakhr (en).
Le 25 septembre à Tafas, l'armée du Nord rencontre des habitants en fuite qui ont été témoins d'un massacre commis par les troupes ottomanes pendant leur retraite : 40 femmes et 20 enfants ont été abattus. La colonne ottomane est rattrapée et encerclée, à l'exception d'une section de mitrailleurs allemands de l'Asien-Korps qui parviennent à se frayer un chemin. Furieux du massacre de femmes et d'enfants, Nouri Saïd, le chérif Nasser et Lawrence ordonnent aux Arabes de ne pas faire de quartier : les Turcs capturés sont abattus, sauf une compagnie de 250 hommes pris par une unité isolée. Cet épisode ternit l'image de la cause arabe et laissera de longs remords à Lawrence. Le 26 septembre, Fayçal ordonne de marcher vers Damas.
Allenby ne souhaite pas compromettre ses hommes dans des combats de rue : il ordonne à la brigade montée australienne de contourner la ville par le nord pour couper la route de Homs, aux 4e et 5e divisions de la contourner par le sud, et de laisser les troupes chérifiennes entrer les premières dans Damas. Chauvel télégraphie à ses unités :
« En arrivant à Damas, une position défensive sera établie sur les hauteurs qui entourent la ville et la division arrivant en tête prendra les dispositions utiles pour faire face à toute approche ennemie. La ville sera maintenue sous son actuelle administration civile et aucun drapeau national ne sera levé ».
La cavalerie britannique et australienne se met en route avec très peu d'approvisionnements : un jour de fourrage et deux jours de vivres, de sorte qu'elle doit réquisitionner en route. L'objectif de Chauvel est de s'emparer de Damas et de ses entrepôts avant que les Turcs n'aient le temps de se regrouper en défense. Ses forces franchissent plusieurs passages difficiles dans les marais qui entourent le lac de Tibériade et le lac Houlé en s’emparant du seul pont qui traverse le Jourdain, à Jisr Benet Yakub (« pont des filles de Jacob »).
L'avant-garde du régiment anglais Dorset Yeomanry entre en contact avec Lawrence et les troupes chérifiennes près de Deraa. Les forces britanniques et arabes réunies entrent dans Deraa où elles trouvent une réserve de fourrage, mais aussi un train rempli de blessés turcs que les irréguliers arabes commencent à piller et massacrer. Le général Barrow ordonne à Lawrence de faire cesser ce scandale mais celui-ci répond que « c'est leur façon de faire la guerre » : Barrow doit envoyer ses propres hommes pour expulser les Bédouins. Cependant, Nouri Saïd, le chérif Nasser et Lawrence, aidés par leurs unités les plus disciplinées, parviennent à rétablir l'ordre dans d'autres quartiers de la ville et arrêter les pillages. Barrow laisse la 10e brigade à Deraa pour assurer la sécurité.
Le 29 septembre, la 4th Light Horse Brigade australienne franchit le Jourdain au pied du plateau du Golan et fait venir ses équipages de pont pour remplacer le pont détruit. Après quelques escarmouches avec les Tcherkesses, venus du Caucase russe et établis dans cette région par les Ottomans, les Australiens entrent sans grande difficulté dans Qouneitra. Les Turcs en retraite évitent le combat mais il arrive que des traînards turcs soient tués par les habitants.
La petite armée chérifienne, partie de Deraa le 29, avance sur le flanc droit de la 4e division. Le 30 septembre, elle fait 600 prisonniers turcs et arrive au sud de Damas.

## Damas, ville ouverte

### Recherche d'une issue politique

Grande Mosquée des Omeyyades à Damas

Damas est une ville d'une grande importance symbolique. Métropole à la limite du désert, elle a été la première capitale du califat, sous les Omeyyades, hors de la péninsule arabique. Gertrude Bell, en 1907, écrit : « Damas maintient et garde le souvenir des plus grandes traditions arabes. » Pour les Hachémites et les nationalistes arabes, elle est un centre spirituel et une future capitale. Les Britanniques sont conscients de cette importance et soucieux de préserver la ville, comme le montre un article de W.T. Massey, correspondant de la presse britannique au quartier général d'Allenby :
« Pendant des millénaires, Damas a été convoitée par des rois guerriers et le flot des batailles a souvent déferlé autour d'elle mais la cité était un si merveilleux joyau que les conquérants barbares et leurs hordes ne l'ont jamais détruite. Elle était la plus vieille cité encore vivante au monde et nous nous demandions, en contemplant les incendies [allumés par les Turcs], si nous n'allions pas assister à sa première destruction. ».
Les nationalistes arabes de Syrie avaient, en 1916, formé un comité secret à Damas en vue de reconnaître le royaume hachémite sous la direction du chérif Hussein. Ce groupe comprenait le docteur Ahmad Qadri, du parti Al-Fatat, le docteur Abderrahman al-Shabandar, futur ministre de Fayçal dans l'éphémère royaume arabe de Syrie, et deux généraux arabes de l'armée ottomane, Yassin al-Hachimi et Rida al-Rikabi, auxquels se joint le cheikh Badreddin al-Hassani, chef des oulémas de Damas. Cependant, Yassin al-Hachimi est repassé du côté des Ottomans : après avoir commandé une division du XVe corps en Galicie, puis la garnison de Tulkarem, il est blessé à la bataille de Salt ; en convalescence à Damas, il est hors d'état de jouer un rôle politique. Rida al-Rikabi, qui avait exercé les fonctions de maire de Damas, est absent de la ville lors de l'entrée des Alliés : les Ottomans viennent de lui confier le commandement des troupes qui se retirent de Galilée.
Deux notables de Damas, les frères Abdelkader et Mohammed Saïd al-Djezaïri, descendants du grand émir algérien Abdelkader ibn Muhieddine qui avait fini sa vie à Damas, jouent double jeu entre les nationalistes arabes et les Ottomans. Lawrence se méfie d'eux car il est persuadé qu'Abdelkader a dénoncé un de ses raids sur les confins syriens et causé son arrestation à Deraa en octobre 1917. Mehmed Djemal Pacha, qui redoute des troubles à Damas et prépare l'évacuation de la garnison turque, confie à Abdelkader la formation d'une force de police auxiliaire d'un millier d'hommes, des Maghrébins pour la plupart, tandis que Mohammed Saïd, en échange d'une forte somme, garantit la sécurité d'un certain nombre de bâtiments.

### Un gouvernement très provisoire

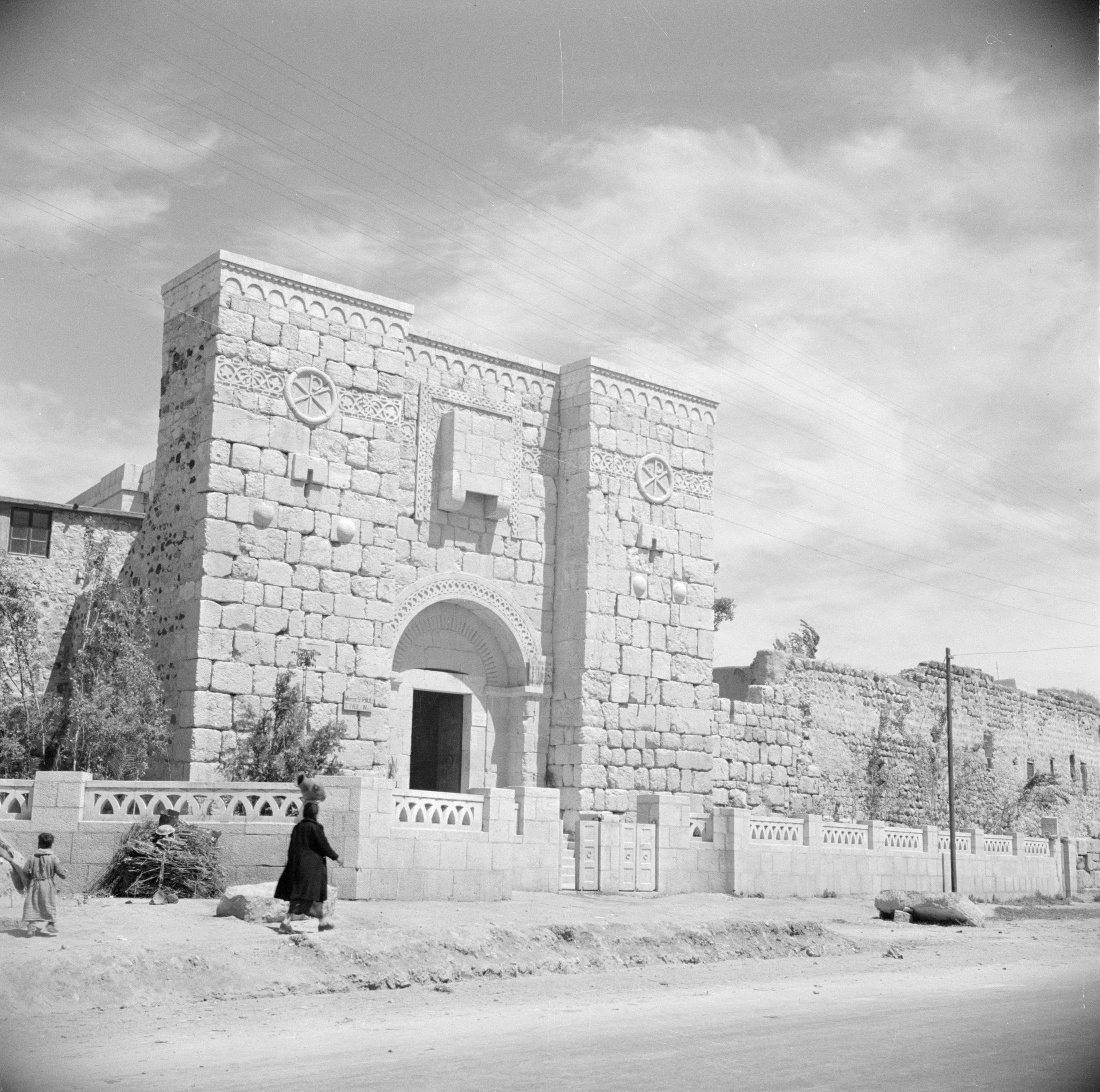
Porte Bab Kisan à Damas, 1950

Le 30 septembre, tandis que Britanniques, Australiens et Arabes arrivent aux abords de la ville, Mehmed Djemal Pacha laisse le commandement à son adjoint Behjet Bey. Celui-ci remet alors le pouvoir civil à un nationaliste arabe, Choukri al-Ayoubi, ancien militaire ottoman et fabricants de tapis à Constantinople, condamné à mort en 1916, évadé et devenu l'émissaire des Hachémites. Choukri al-Ayoubi prend l'initiative de faire libérer les prisonniers de la citadelle parmi lesquels, malheureusement, il se trouve davantage de condamnés de droit commun que de politiques : les pillages ne tardent pas à commencer.
Les troupes allemandes de l'Asien-Korps, commandées par Gustav von Oppen, s'efforcent de canaliser la retraite vers Rayak, point d'embarquement du chemin de fer de Damas à Alep. Le 146e régiment allemand est la dernière unité à quitter la ville. Dans la journée du 30 septembre, les troupes germano-ottomanes finissent de se retirer de Damas en faisant exploser leurs réserves de munitions. En début d'après-midi, la ville est pratiquement sous le contrôle des nationalistes arabes. Choukri al-Ayoubi, chef respecté par ses soldats et par la population, convoque au palais municipal les partisans du mouvement chérifien pour former une administration de transition. Cependant, la séance est interrompue par l'arrivée des frères Abdelkader et Mohammed Saïd al-Djezaïri qui affirment que Mehmed Djemal Pacha leur a transmis ses pouvoirs pour former un « gouvernement arabe provisoire ». Choukri, surpris, laisse la présidence du conseil à Mohammed Saïd. Celui-ci commence à former un gouvernement pro-hachémite et cherche à étendre son autorité à l'ensemble du Levant,.
Mohammed Saïd envoie un télégramme à Beyrouth : « Vu la reddition de l'Empire ottoman, nous avons édifié le gouvernement hachémite sur les colonnes de l'honneur. Rassurez l'opinion publique, et annoncez la constitution du gouvernement arabe. Le chef du gouvernement provisoire : Émir Saïd ». Ce message sème la confusion à Beyrouth : les lignes télégraphiques avec Constantinople étant coupées, les Beyrouthins croient à l'annonce de la capitulation ottomane qui n'arrivera, en fait, qu'un mois plus tard. Ismaïl Bey, dernier gouverneur du vilayet de Beyrouth, et Mumtaz Bey, dernier gouverneur du moutassarifat du Mont-Liban à Baabda, quittent la ville après avoir remis le pouvoir aux civils locaux et ordonné l'évacuation de la garnison turque.

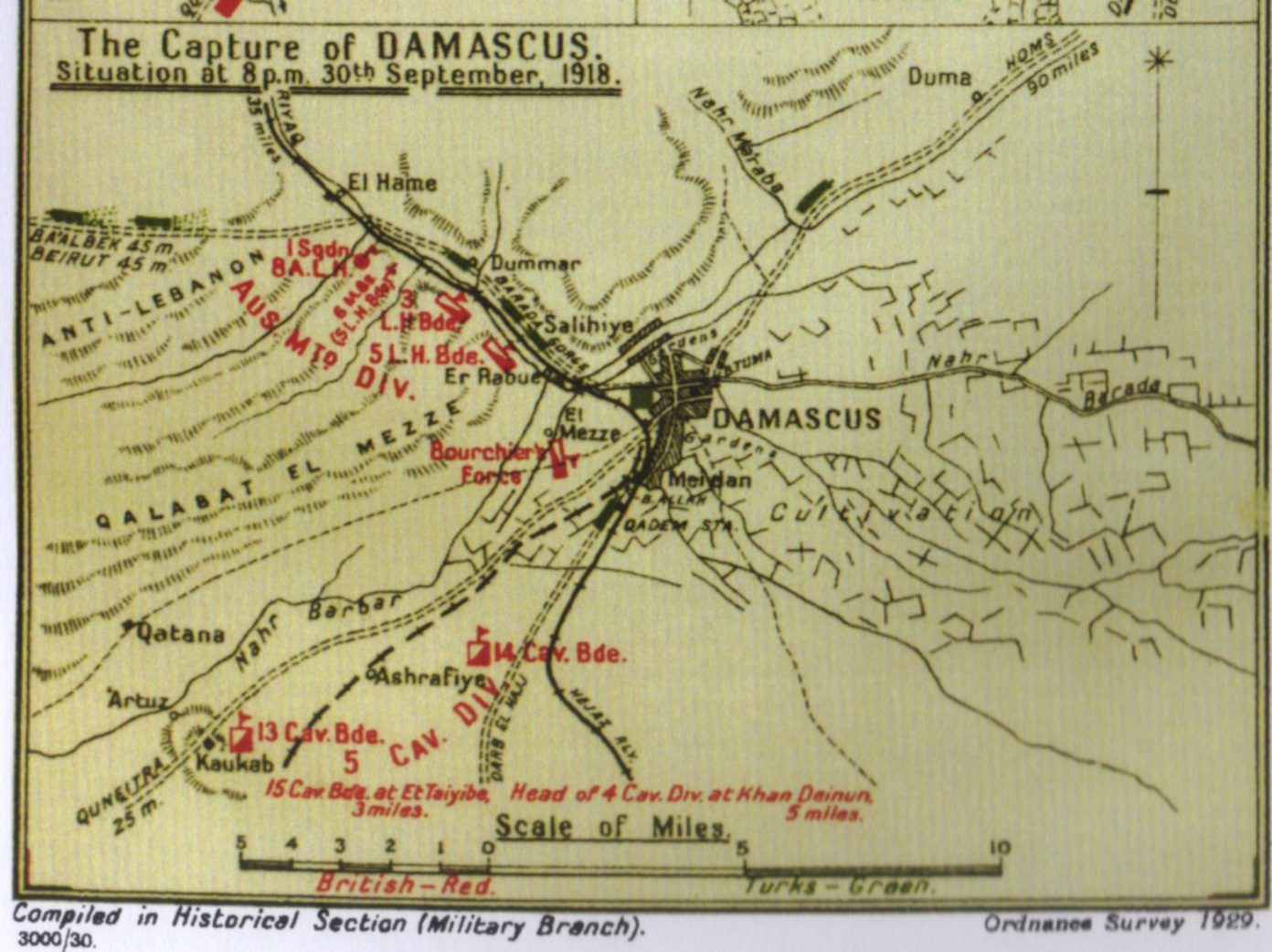
Prise de Damas, situation au 30 septembre 1918. Cyril Falls, Official History of the Great War, 1930

À Damas, les partisans des frères al-Djezaïri arborent le drapeau hachémite, instaurent la loi martiale, occupent la poste et montent la garde devant les banques. Des Bédouins Ruwallah, envoyés en éclaireurs de l'armée chérifienne, apprennent l'existence de ce gouvernement concurrent de celui prévu par Fayçal. La nuit est troublée par des explosions de dépôts et des incendies.

### L'entrée des vainqueurs
Il y a une controverse entre les vainqueurs pour savoir lequel est entré le premier dans la ville, ce qui constitue un facteur de prestige et de pouvoir politique important. En effet, les accords du Caire, conclus en juillet 1918 entre Britanniques et délégués arabes, prévoyaient de mettre sous administration chérifienne tous les territoires qui seraient libérés par les Arabes.
La brigade montée australienne (brigadier général Wilson) devait contourner Damas pour occuper la route de Homs mais Wilson, craignant de perdre du temps sur les chemins détournés, décide de traverser la ville. Le 1er octobre à 5h du matin, les cavaliers australiens traversent les quartiers nord-ouest sous les acclamations des habitants. Le major Olden se rend au sérail (palais gouvernemental) de Damas pour s'enquérir des autorités locales : il est reçu par Mohammed Saïd qui lui propose un défilé triomphal dans le centre-ville. Olden décline l'offre et, à 7h du matin, les Australiens ont quitté la ville.

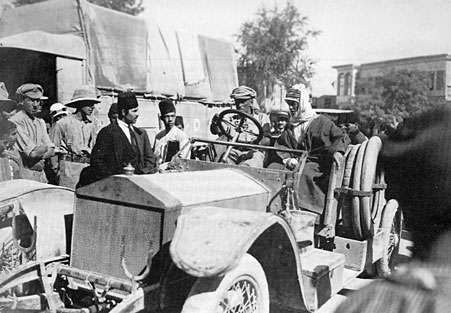
T. E. Lawrence entrant à Damas dans une Rolls-Royce blindée, octobre 1918

Entre-temps, l'avant-garde des Ruwallah entre dans Damas, bientôt rejointe par des guerriers des tribus druzes et hauranaises auxquelles Nasib al-Bakri, émissaire syrien des Hachémites, a distribué de fortes sommes d'argent. Les hommes des tribus commencent aussitôt à piller malgré les protestations de Nasib.

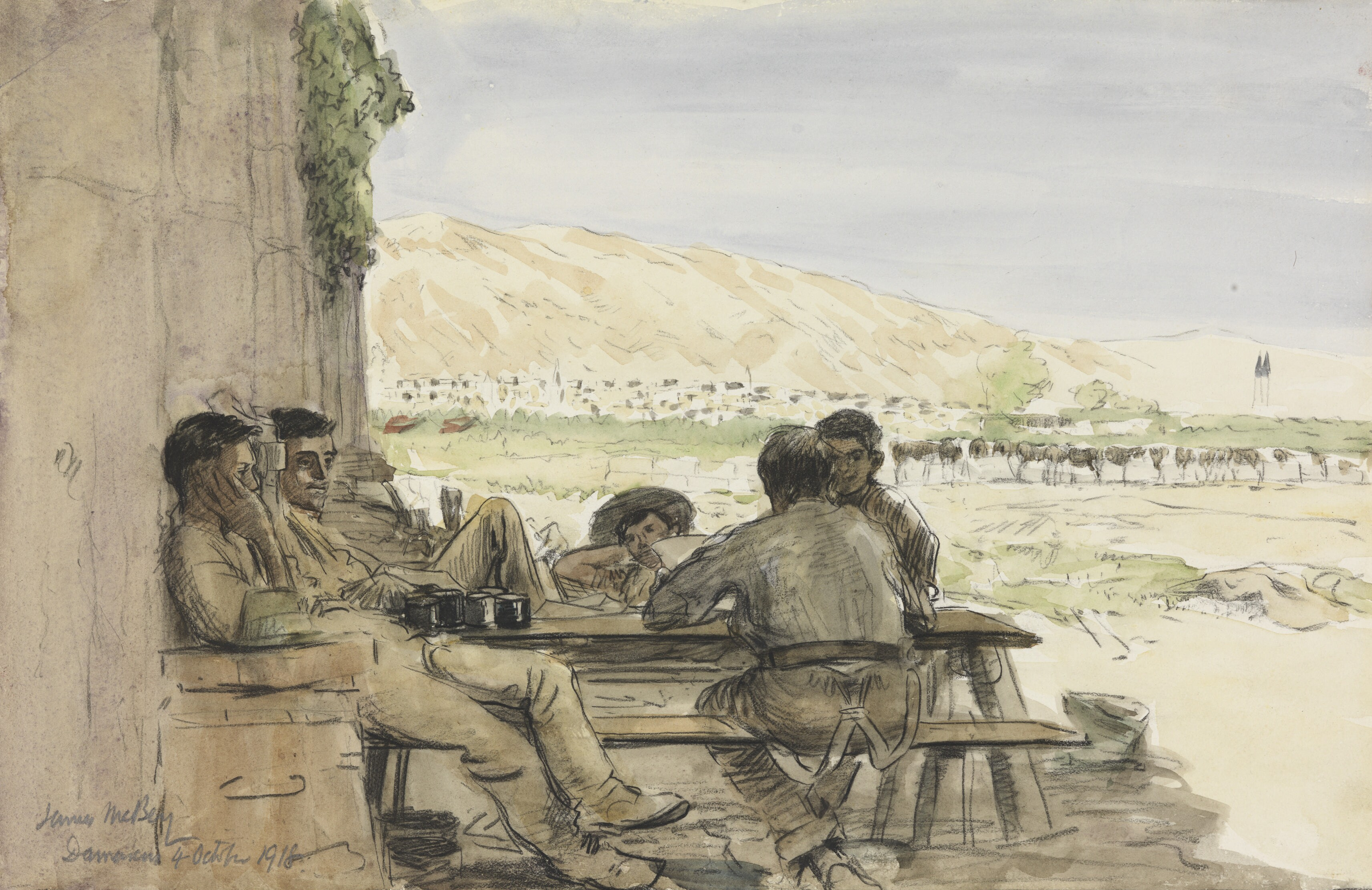
Cavaliers australiens devant Damas, dessin de James McBey, 4 octobre 1918.

L'armée du Nord arrive derrière eux. Lawrence, accompagné du major Stirling, à bord d'une Rolls-Royce Blue Mist, part du camp vers 6h du matin et arrive aux portes de Damas vers 8h ou 9h. Il arrête sa voiture pour permettre au chérif Nasser d'entrer en premier dans la ville à la tête de sa garde à cheval. La foule les regarde passer avec un mélange de joie et de perplexité. Le chérif Nasser entre au palais municipal et commence à discuter avec les frères al-Djezaïri. Mais Lawrence arrive et, furieux, réclame la démission des deux frères qu'il considère comme des traîtres,. Entre-temps, une dispute aux motifs inconnus a éclaté entre Aouda Abou Tayi, un chef bédouin, allié de longue date des Hachémites qui s'est illustré dans la prise d'Aqaba en juillet 1917, et Sultan el-Atrache, important chef druze au ralliement plus récent. Les deux hommes se réconcilient pour soutenir Lawrence contre les frères al-Djezaïri qui, par crainte d'un affrontement, doivent quitter la salle. L'arrivée de Rida al-Rikabi permet de mettre sur pied une autorité provisoire sous tutelle hachémite. Choukri al-Ayoubi est nommé gouverneur de la ville avec la mission de rétablir l'ordre, combattre les incendies et faire ramasser les cadavres. Le général Harry Chauvel, arrivé entre-temps, rencontre Lawrence pour la première fois : non sans réticences, le général accepte de laisser l'autorité aux forces chérifiennes sans pour autant se prononcer sur leur légitimité politique. La population damascène, qui avait accueilli l'entrée des vainqueurs avec perplexité, laisse alors éclater sa joie. Cependant, les désordres continuent : les partisans maghrébins des al-DjezaIri affrontent les Bédouins chérifiens, faisant au moins une vingtaine de tués tandis que les Druzes, Hauranais et ex-prisonniers de droit commun continuent leurs pillages, ce qui permet aux correspondants de presse, logés à l'hôtel Victoria, d'envoyer à leurs journaux un compte-rendu épique de la prise de Damas. C'est seulement le 2 octobre que Chauvel envoie en ville un contingent significatif de troupes australiennes.
En tout, 20 000 soldats ottomans se rendent aux Britanniques dans ou autour de Damas et à peine 4 000 hommes arrivent à battre en retraite jusqu'à Alep.

## Conséquences

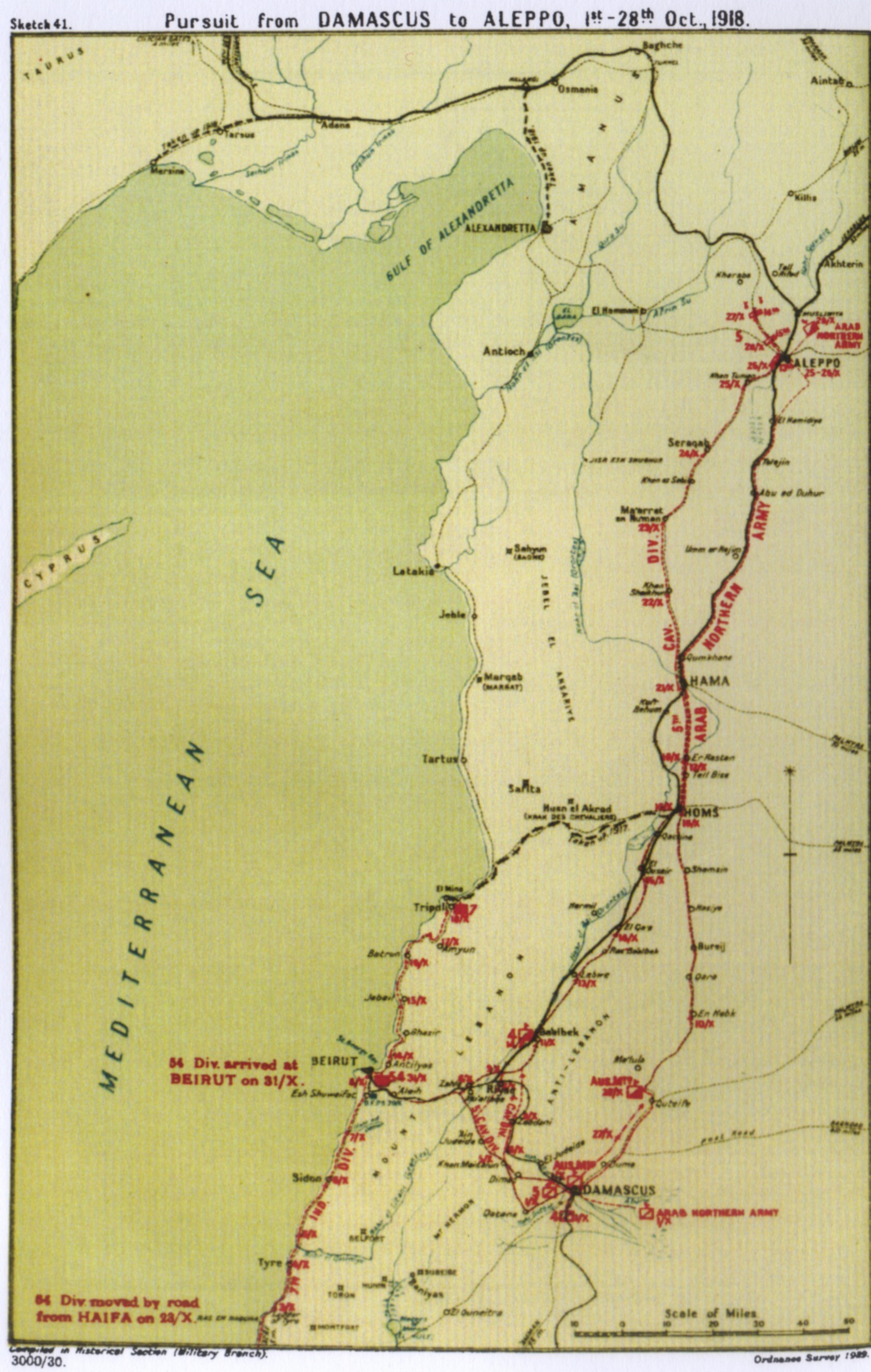
Poursuite des troupes ottomanes par l'armée d'Allenby du 1er au 30 octobre 1918, Falls, 1930

Le matin du 2 octobre, Chauvel organise un défilé associant Australiens, Indiens et le petit détachement français. Les jours suivants, il repart avec ses hommes pour continuer la poursuite de l'armée ottomane (en).
Le 3 octobre, Fayçal quitte Deraa par le train et arrive à Damas pour défiler à la tête de 1 500 cavaliers sous les acclamations de la foule. Allenby arrive le même jour et rencontre Fayçal à l'hôtel Victoria, Lawrence faisant office d'interprète, en présence de Chauvel et autres officiers des deux armées. Fayçal est désagréablement surpris quand Allenby lui apprend que le Royaume-Uni ne reconnaît pas la souveraineté chérifienne sur la Syrie mais considère qu'elle fait partie des « territoires ennemis occupés » soumis à l’administration militaire britannique : en outre, la côte du Liban sera placée immédiatement sous l'autorité française, tandis que l'intérieur de la Syrie est appelé à devenir un protectorat français. Fayçal, indigné, déclare qu'un royaume sans débouché sur mer n'est pas acceptable. Lawrence, interloqué, répond qu'il n'avait jamais entendu parler d'un tel projet ,,. L'historien Gérard Khoury fait remarquer que Fayçal et Lawrence pouvaient difficilement ignorer l'existence des accords Sykes-Picot de 1916 par lesquels Français et Britanniques se partageaient le Moyen-Orient : ce document avait été rendu public par les bolcheviks russes après la révolution d'Octobre-novembre 1917 et Mehmed Djemal Pacha l'avait fait publier dans la presse du Levant pour convaincre les Arabes qu'ils n'avaient rien à attendre de l'Entente. Mais, en feignant l'ignorance et l'indignation, Fayçal et Lawrence se mettent en position plus avantageuse face aux spectateurs arabes de la scène.

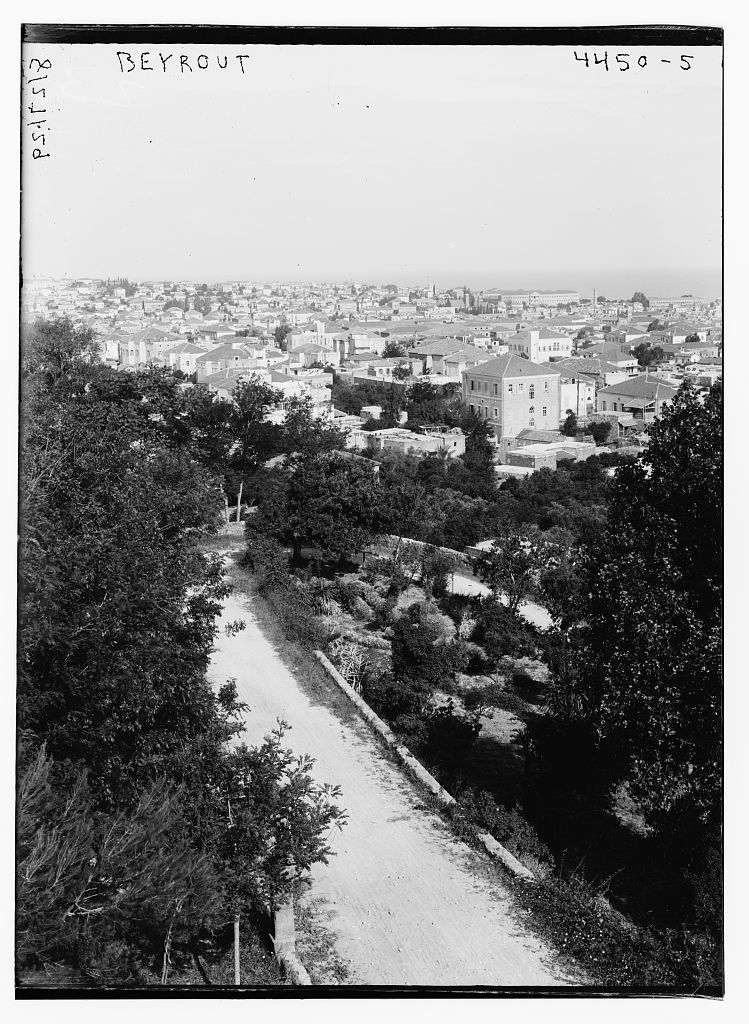
Beyrouth, v. 1915-1920

Rida al-Rikabi est nommé chef du gouvernement provisoire de Damas : il doit ce poste à la faveur des Britanniques mais, par la suite, il passera dans le camp hachémite. Choukri al-Ayoubi quitte Damas dans la nuit du 3 au 4 : Fayçal l'a nommé gouverneur de Beyrouth. Il n'arrive à Beyrouth que le 5 octobre, les Turcs en retraite ayant coupé les rails du chemin de fer de Beyrouth à Damas. Omar Daouk, qui dirige le conseil provisoire de Beyrouth depuis le départ des Turcs, et Habib Pacha al-Saad, président du conseil du moutassarifat du Mont-Liban, reconnaissent l'autorité chérifienne bien qu'une grande partie de la population, surtout des chrétiens, s'inquiète à l'idée de passer sous la tutelle du royaume du Hedjaz. Le 6 octobre, Choukri al-Ayoubi fait lever le drapeau chérifien sur Baabda mais le soir même, il est obligé de quitter Beyrouth sous la pression des Français. Le 7 octobre, les troupes françaises du contre-amiral Georges Varney entrent en triomphe dans la ville, acclamés par une grande partie de la population pour laquelle la France est toujours la « Tendre Mère ». Le 8 octobre, c'est le corps d'armée britannique du général Edward Bulfin (en) qui débarque ; le 10 octobre, un nouveau contingent français arrive de Haïfa, comprenant les chasseurs d'Afrique et la légion d'Orient, unité de volontaires arméniens et syriens sous commandement français. Un officier français, le colonel de Piépape, est nommé gouverneur de Beyrouth par Allenby. La tutelle française est cependant mal acceptée par la population musulmane qui acclame l'émir Fayçal lors de son passage à Beyrouth et à Tripoli en novembre 1918.
Le destin des territoires syriens et libanais ne sera décidé qu'avec la guerre franco-syrienne et la prise de Damas par les Français qui met fin au royaume arabe de Syrie proclamé par les Hachémites (juillet 1920).

## Images

Images de la bataille de Damas
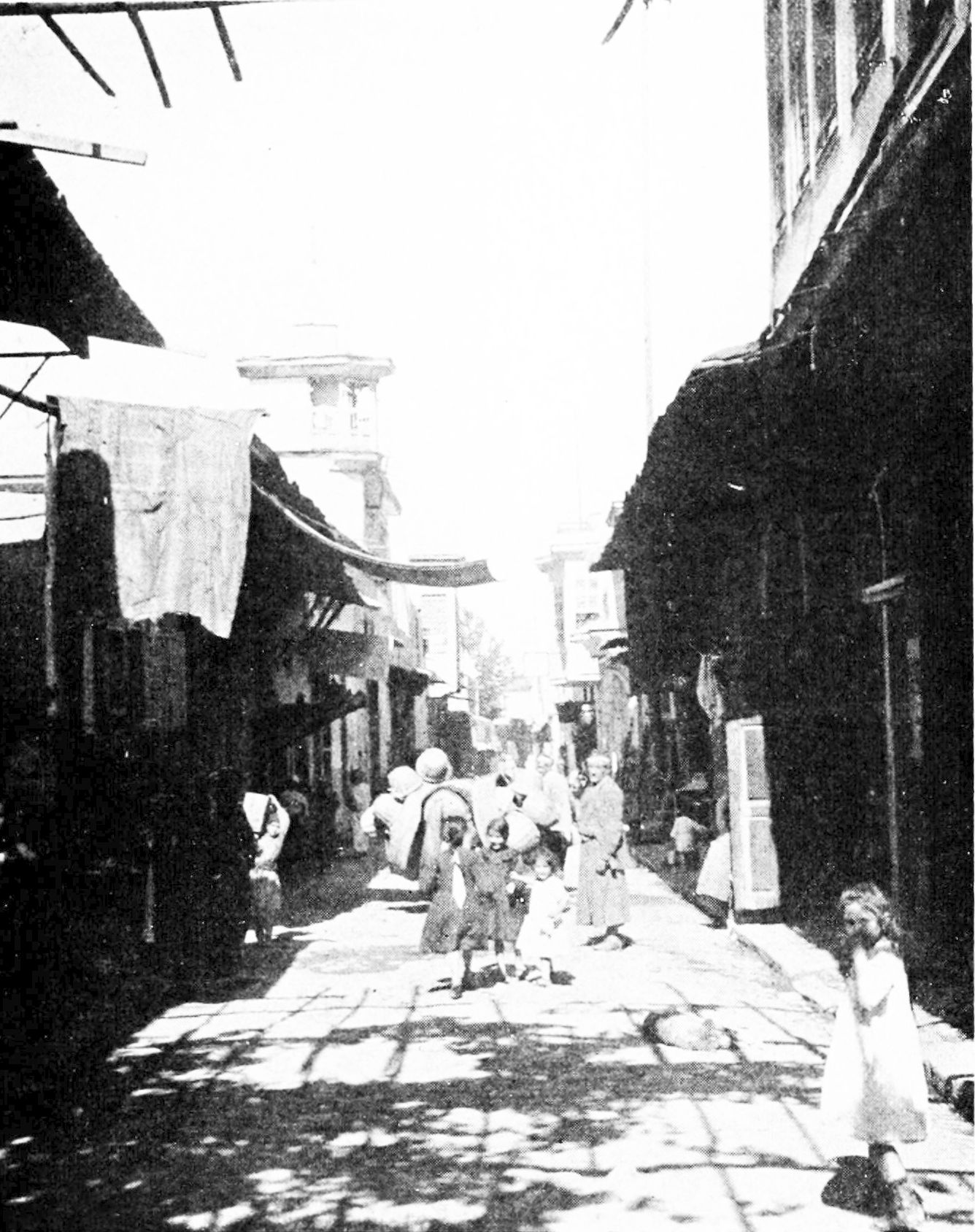
La rue Droite à Damas, 1914
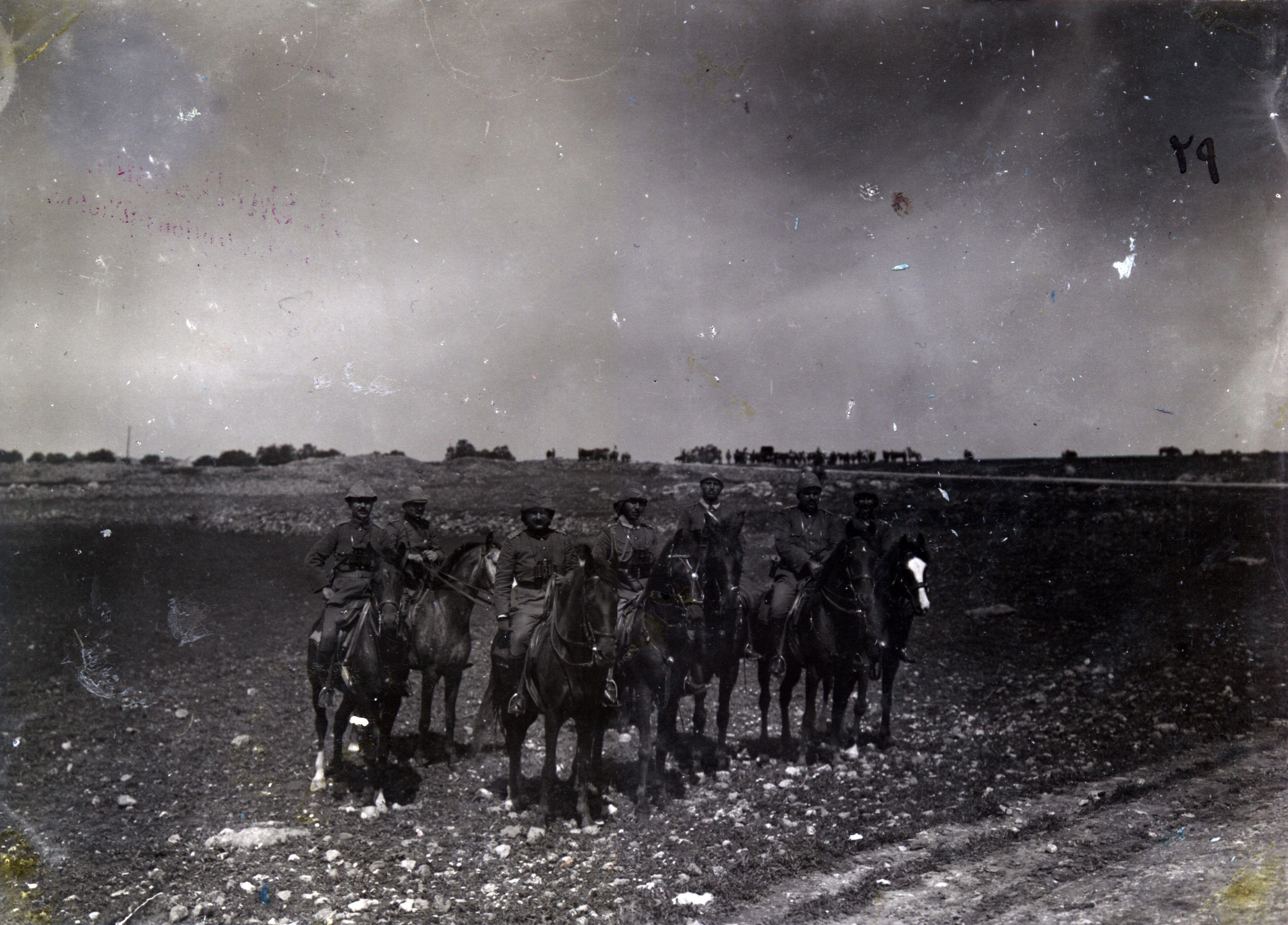
Mehmed Djemal Pacha et son état-major à cheval, n.d.
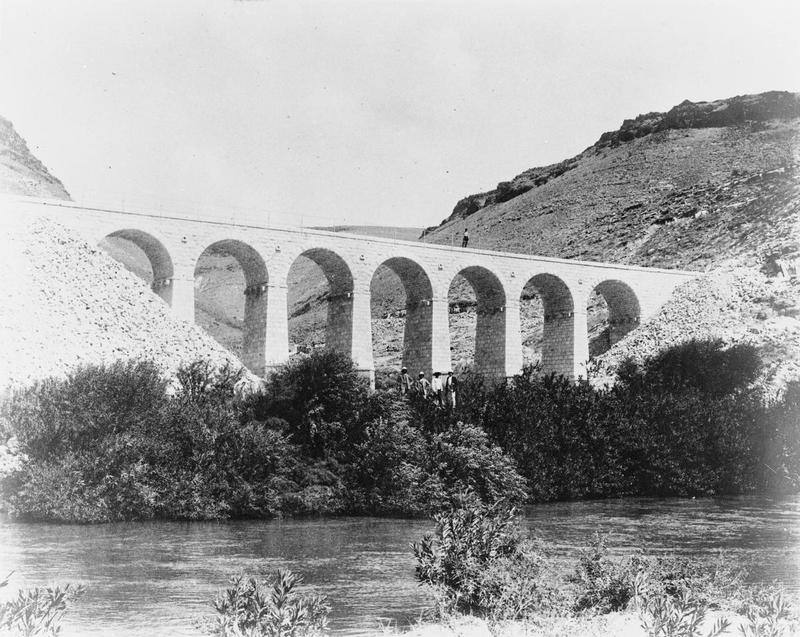
Chemin de fer à Al-Shajara près de Tibériade, 1908
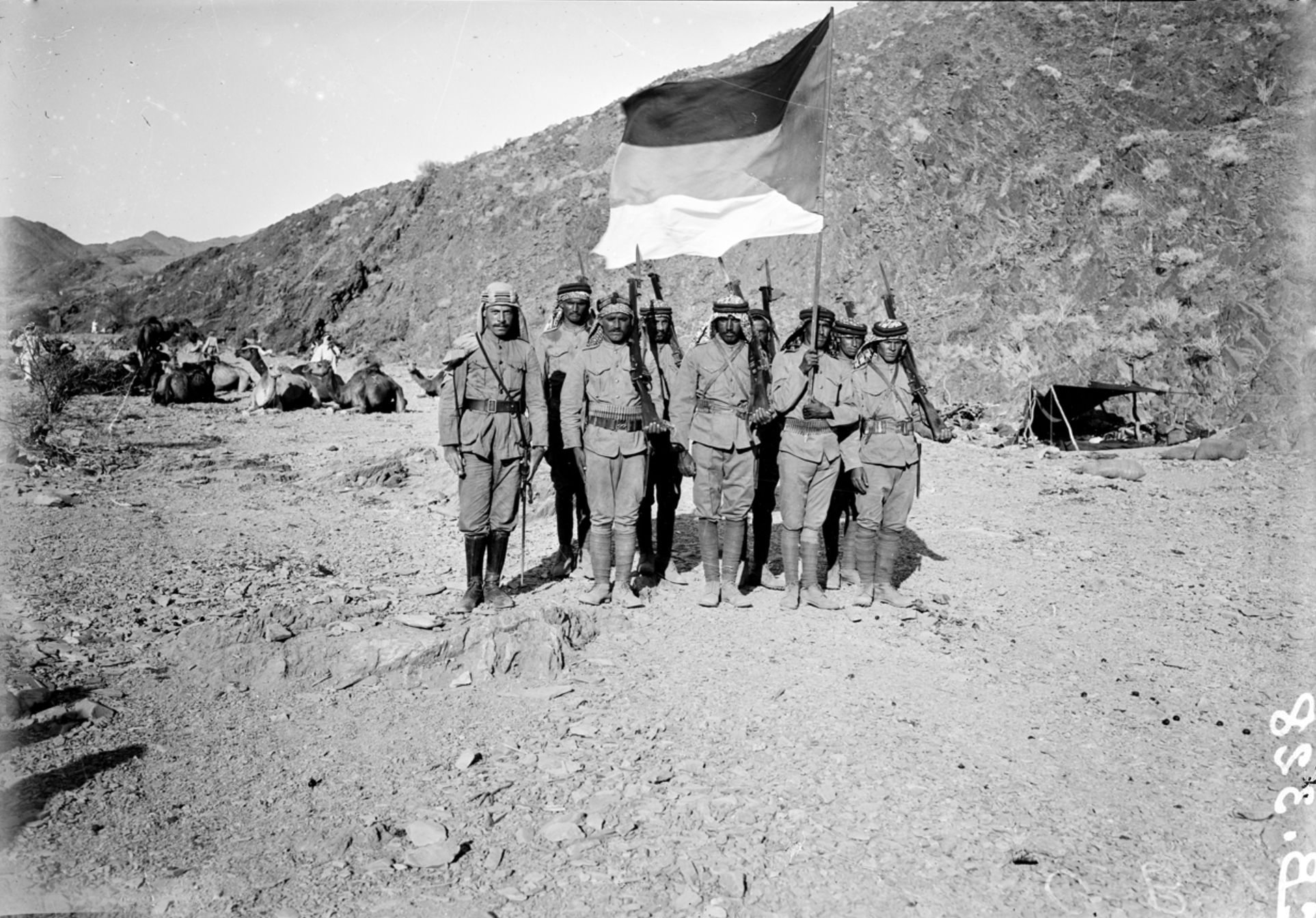
Soldats de la révolte arabe, v. 1916-1918
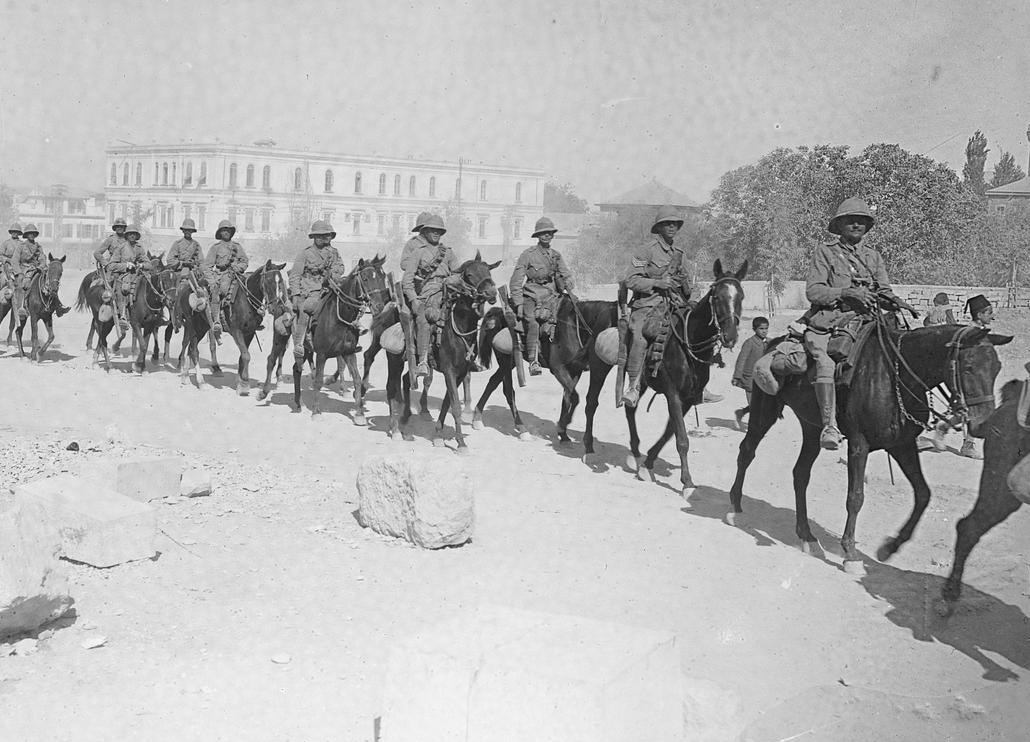
Cavaliers britanniques de la Gloucester Yeomanry à Damas, 2 octobre 1918
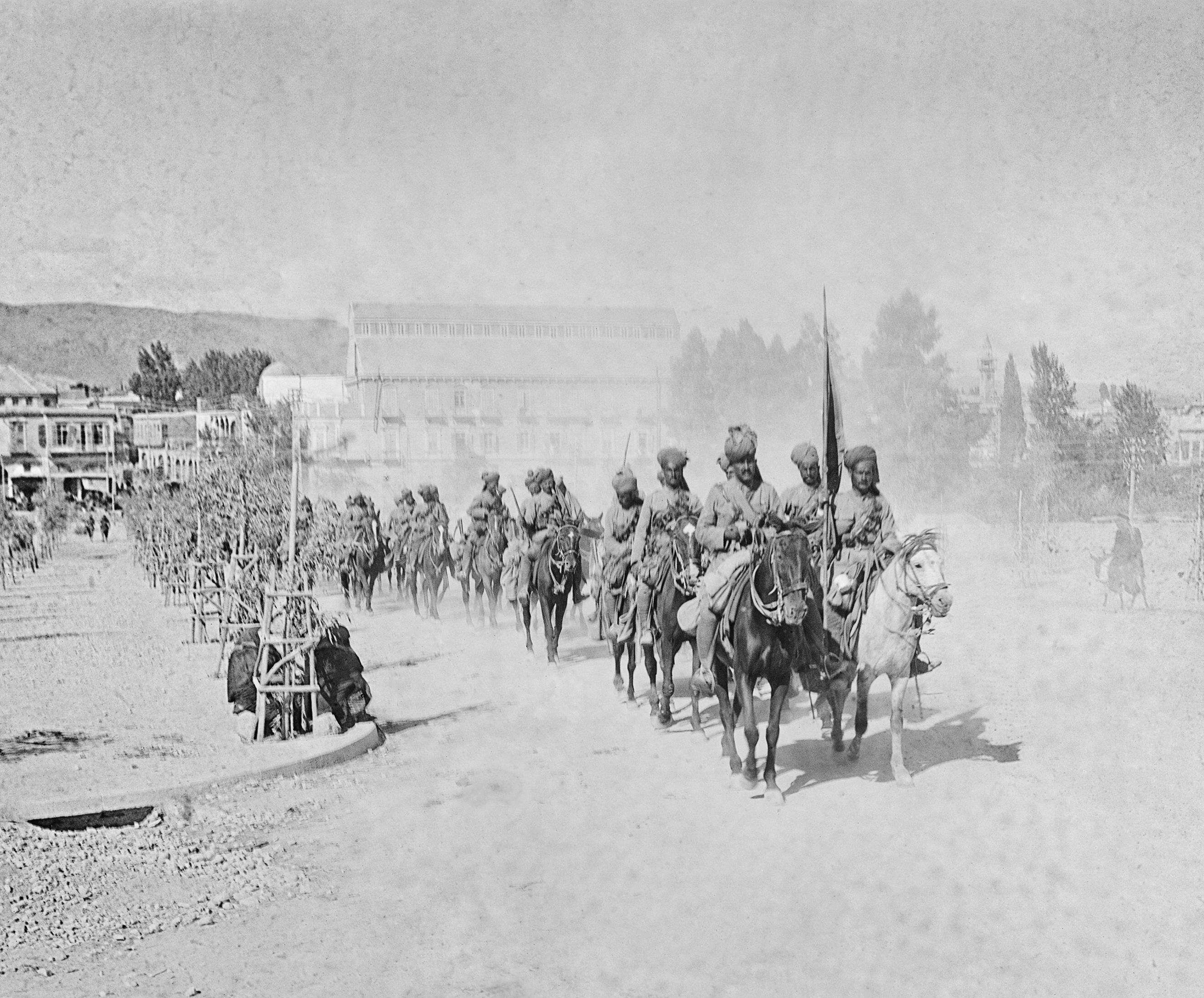
Cavaliers indiens de la 9th Hodson's Horse à Damas, 2 octobre 1918
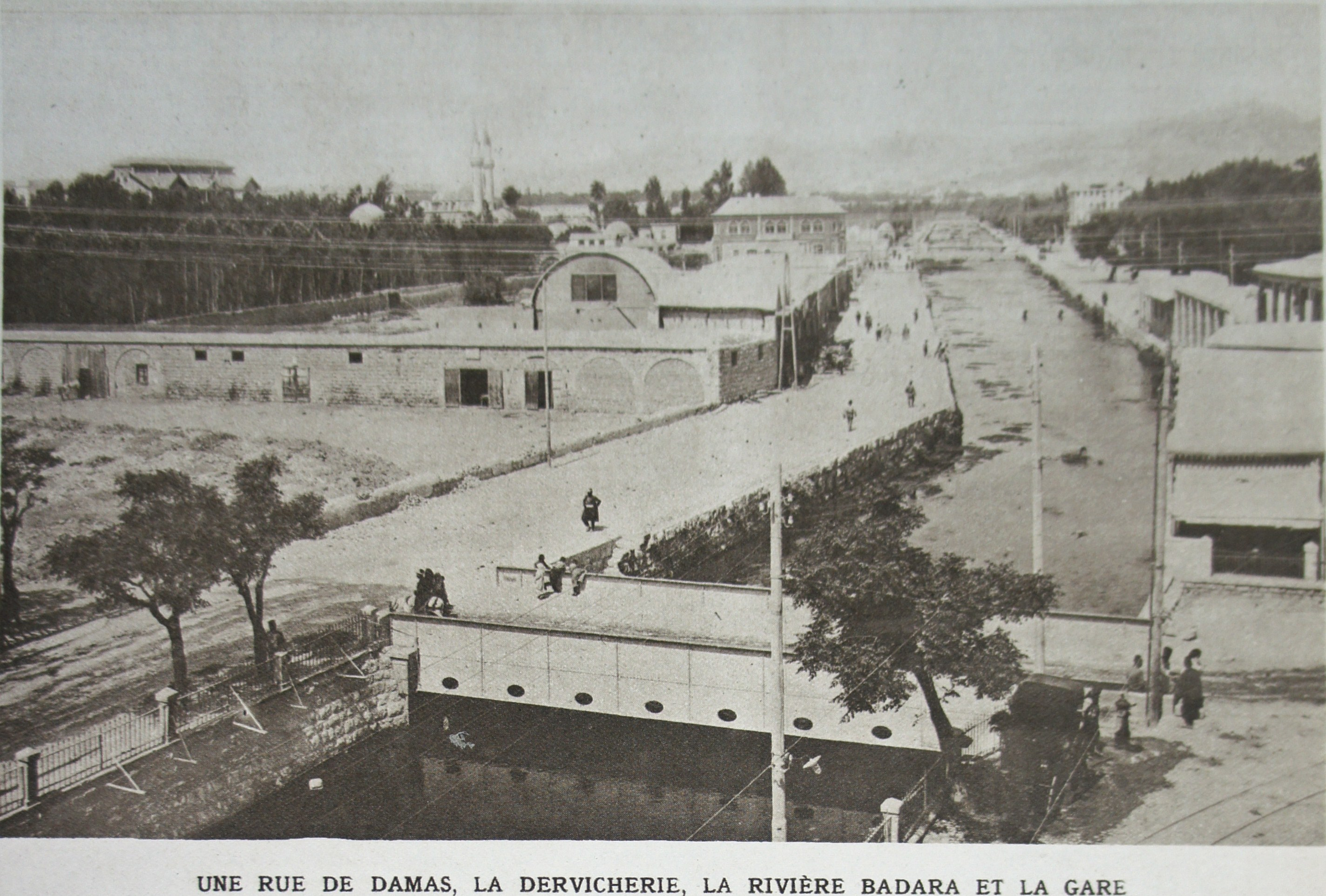
Ville et gare du Hedjaz à Damas, Le Miroir, octobre 1918
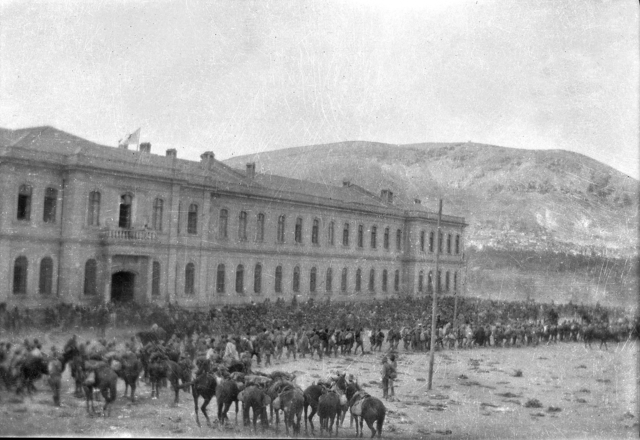
Soldats australiens de la 4th Light Horse Brigade rassemblant des prisonniers ottomans devant l'hôpital de Damas, octobre 1918
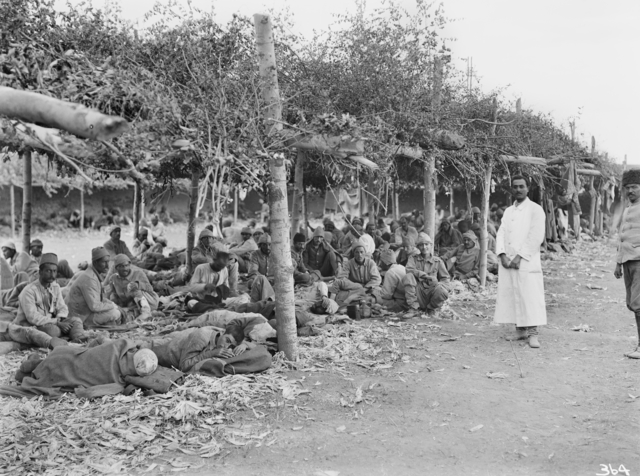
Prisonniers de guerre ottomans à l'hôpital de Kaukab près de Damas, 1918
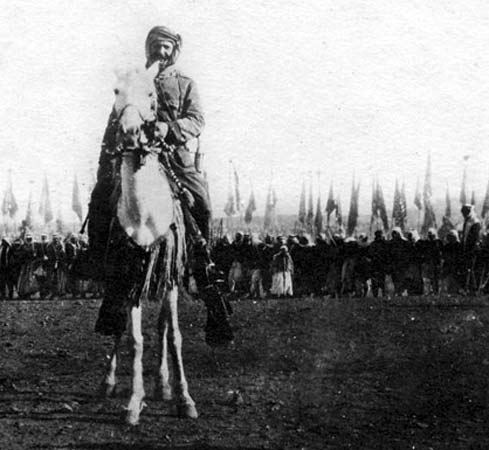
Sultan el-Atrache à la tête des guerriers druzes, 1925
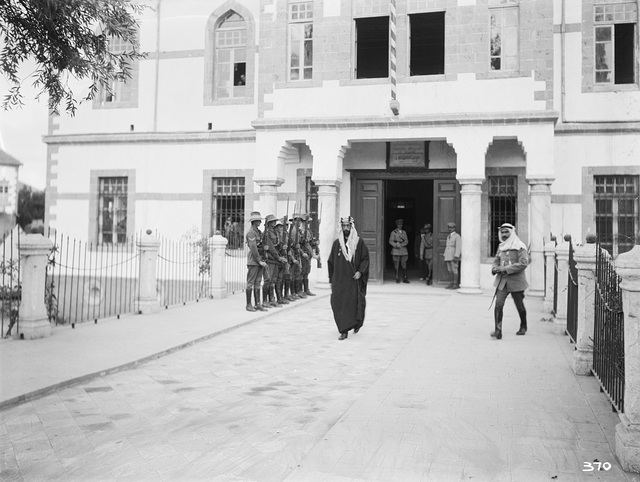
L'émir Fayçal sortant du QG du général Chauvel à Damas, octobre 1918